# Nekrolog 1246
Nekrolog
◄◄
| ◄
| 1242
| 1243
| 1244
| 1245
| 1246 | 1247 | 1248 | 1249 | 1250 | ► | ►►
Weitere Ereignisse | Allgemeiner Nekrolog 1246
Die Beschreibung der verstorbenen Person sollte so kurz wie möglich gehalten sein und nur deren signifikante Tätigkeit(en) enthalten.
Neue Namen ggf. auch unter dem Geburts- und Sterbedatum, also etwa unter 1. Januar und im Geburts- und Sterbejahr (2024) eintragen (nur bei entsprechender großer Wichtigkeit). Für Beispiele siehe die schon vorhandenen Artikel.
Außerdem über die fünf zuletzt Verstorbenen, zu denen es einen ausreichend guten Artikel für eine Präsentation auf der Hauptseite gibt, nach der todesbedingten Überarbeitung der Artikel ggf. auch unter Wikipedia Diskussion:Hauptseite informieren und sie am besten auch in den anderen Wikipedia-Sprachversionen eintragen. Tipp: Regelmäßig bei news.google.de nach „ist tot“, „gestorben“ oder „verstorben“ suchen.
Wenn eine Person gestorben ist, gibt es viele Seiten zu dieser Person in der Wikipedia, die davon auch betroffen sind und entsprechend aktualisiert werden müssen. Beispiele: Namenübersichtsseite, Geburtsjahr, Geburtsort-Seiten und viele mehr.
Wie finde ich die betroffenen Seiten?
Im Suchfeld auf der linken Seite gibt man den Suchbegriff so ein: „Vorname Nachname“. Dann klickt man auf Volltext und alle Seiten mit entsprechendem Suchtext werden aufgerufen. Hier sieht man dann schnell, wo auch das Todesjahr Sinn macht oder sogar ein Teil des Artikels angepasst werden muss. Auch hilft das „Werkzeug“ auf der linken Seite sehr gut, um solche Seiten aufzufinden: „Links auf diese Seite“. Somit ist die Wikipedia wieder aktuell in allen Bereichen! Hinweis: bei Eintragung der Kategorie „Gestorben JAHR“ wird der Missbrauchsfilter 49 ausgelöst, was jedoch nicht schlimm ist. Siehe: Spezial:Missbrauchsfilter/49
Dies ist eine Liste von im Jahr 1246 verstorbenen bekannten Persönlichkeiten. Die Einträge erfolgen innerhalb der einzelnen Daten alphabetisch sortiert. Tiere sind im Nekrolog für Tiere zu finden.

## Januar
| Tag        | Name      | Beruf, bekannt als                         | Alter | Beleg |
| ---------- | --------- | ------------------------------------------ | ----- | ----- |
| 18. Januar | Ioakim I. | Patriarch der Bulgarisch-Orthodoxen Kirche |       |       |

## Februar
| Tag         | Name               | Beruf, bekannt als                                     | Alter | Beleg |
| ----------- | ------------------ | ------------------------------------------------------ | ----- | ----- |
| 25. Februar | Dafydd ap Llywelyn | Fürst von Gwynedd in Nordwales                         |       |       |
| 25. Februar | Heinrich IV.       | Graf von Berg und Herzog von Limburg-Nieder-Lothringen |       |       |

## März
| Tag      | Name      | Beruf, bekannt als     | Alter | Beleg |
| -------- | --------- | ---------------------- | ----- | ----- |
| 19. März | Siegfried | Bischof von Regensburg |       |       |

## April
| Tag       | Name            | Beruf, bekannt als                                | Alter | Beleg |
| --------- | --------------- | ------------------------------------------------- | ----- | ----- |
| 15. April | Petrus Gonzáles | seliger Benediktinermönch, Missionar der Seeleute |       |       |

## Juni
| Tag      | Name                       | Beruf, bekannt als                                                | Alter | Beleg |
| -------- | -------------------------- | ----------------------------------------------------------------- | ----- | ----- |
| 4. Juni  | Isabella von Angoulême     | Gräfin von Angoulême und Königin von England                      |       |       |
| 15. Juni | Friedrich II.              | Herzog von Österreich und der Steiermark                          | 35    |       |
| 16. Juni | Lutgard von Tongern        | Ordensfrau, Mystikerin, Jungfrau, Heilige                         |       |       |
| 23. Juni | Theodora Angela            | Prinzessin von Byzanz, Herzogin von Österreich und der Steiermark |       |       |
| 28. Juni | Friedrich II. von Parsberg | Fürstbischof von Eichstätt                                        |       |       |

## August
| Tag       | Name              | Beruf, bekannt als         | Alter | Beleg |
| --------- | ----------------- | -------------------------- | ----- | ----- |
| 6. August | Ralph de Mortimer | anglonormannischer Adliger |       |       |

## September
| Tag           | Name                         | Beruf, bekannt als                                               | Alter | Beleg |
| ------------- | ---------------------------- | ---------------------------------------------------------------- | ----- | ----- |
| 20. September | Michael von Tschernigow      | ukrainischer Fürst und Heiliger der ukrainisch-orthodoxen Kirche |       |       |
| 30. September | Jaroslaw II. Wsewolodowitsch | Großfürst von Wladimir (Russland)                                |       |       |
| September     | Rudolf II. von Eu            | Graf von Eu, Herr von Issoudun                                   |       |       |

## Oktober
| Tag         | Name                | Beruf, bekannt als                        | Alter | Beleg |
| ----------- | ------------------- | ----------------------------------------- | ----- | ----- |
| 13. Oktober | Matteo Rosso Orsini | römischer Senator                         |       |       |
| 16. Oktober | Robert de Turotte   | Bischof von Lüttich                       |       |       |
| 22. Oktober | Mieszko II.         | Herzog von Oppeln und Ratibor (1230–1246) |       |       |

## November
| Tag          | Name                     | Beruf, bekannt als               | Alter | Beleg |
| ------------ | ------------------------ | -------------------------------- | ----- | ----- |
| 8. November  | Berenguela von Kastilien | Königin von Kastilien            | 66    |       |
| 26. November | Gerhard von Malberg      | Hochmeister des Deutschen Ordens |       |       |

## Dezember
| Tag         | Name                    | Beruf, bekannt als                          | Alter | Beleg |
| ----------- | ----------------------- | ------------------------------------------- | ----- | ----- |
| 1. Dezember | Eberhard von Regensberg | Erzbischof von Salzburg, Bischof von Brixen |       |       |
| 5. Dezember | Thomas Gallus           | französischer Scholastiker                  |       |       |

## Datum unbekannt
| Tag | Name                                        | Beruf, bekannt als                                     | Alter | Beleg |
| --- | ------------------------------------------- | ------------------------------------------------------ | ----- | ----- |
|     | Alice                                       | Tochter von Isabella I.                                |       |       |
|     | Henry Audley                                | englischer Adliger                                     |       |       |
|     | Richard d’Argentine                         | englischer Adeliger                                    |       |       |
|     | Érard I. von Brienne-Ramerupt               | Herr von Ramerupt und Venizy                           |       |       |
|     | Gottfried II. von Villehardouin             | Fürst von Achaia                                       |       |       |
|     | John de Neville                             | englischer Adliger und oberster Forstrichter           |       |       |
|     | Kai Chosrau II.                             | Sultan von Rum                                         |       |       |
|     | Kaliman I. Assen                            | Zar der Bulgaren (1241–1246)                           |       |       |
|     | Richard of Chilham                          | unehelicher Sohn des englischen Königs Johann Ohneland |       |       |
|     | Walter Stewart, 3. High Steward of Scotland | schottischer Adliger                                   |       |       |
|     | Walter IV.                                  | Graf von Brienne und Jaffa                             |       |       |